# پاتریسیا مالدونادو (شناگر)
پاتریسیا مالدونادو (به انگلیسی: Patricia Maldonado) (زادهٔ ۱۵ نوامبر ۱۹۹۱) شناگر اهل ونزوئلا است.